# Jean Bart (1911)
Jean Bart byla francouzská bitevní loď třídy Courbet pojmenovaná po slavném korzárovi Jeanu Bartovi. Tato třída představovala první generaci francouzských dreadnoughtů.
Loď se účastnila první světové války ve které se, podobně jako její tři sesterské lodě, podílela na blokádě Otrantského průlivu. 21. prosince 1914 byla nedaleko ostrova Sazan těžce poškozena torpédy z rakousko-uherské ponorky U-12. Po skončení války byla Jean Bart v rámci intervence sil Dohody v Ruské občanské válce odeslána do Černého moře, kde u Sevastopolu operovala proti Bolševikům. Jak u posádky Jean Bart, tak sesterské France a části ostatních lodí francouzské eskadry však vypukla vzpoura a posádky obou bitevních lodí vyvěsily rudé vlajky. Loď pak musela být odeslána pryč z oblasti.
V meziválečné době byl Jean Bart několikrát modernizován. První modernizace proběhla v letech 1923–1925, byla zvýšena elevace děl, modernizovány kotle a systém řízení palby. Loď dostala další čtyři 75mm kanóny a její přední komíny byly spojeny. Druhá modernizace proběhla v letech 1929–1931. Modernizován byl pohonný systém (především nová turbínová ústrojí) a děla lehčí ráže nahradilo sedm nových 75mm kanónů. V roce 1936 však byl Jean Bart přejmenován na Ocean a změněn na školní loď. O dva roky byl odzbrojen a takové podobě přečkal celou druhou světovou válku, po jejímž skončení byl sešrotován.
Náhradou za odzbrojený Jean Bart a ztroskotanou France bylo na Washingtonské konferenci Francii povoleno postavit dvojici bitevních lodí třídy Dunkerque.